# Lyonel Trouillot

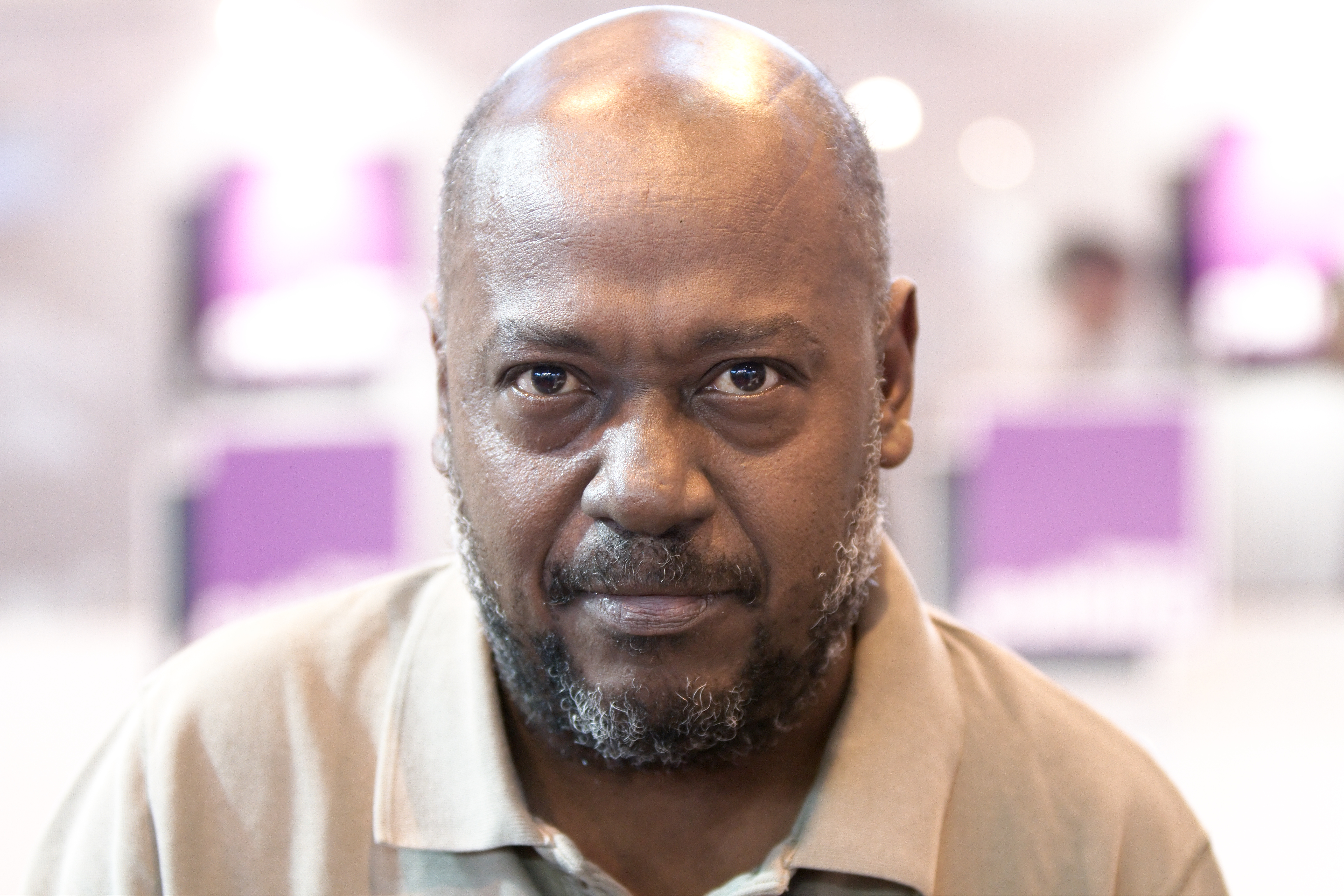
Lyonel Trouillot (2010)

Lyonel Trouillot (* 31. Dezember 1956 in Port-au-Prince, Haiti) ist ein haitianischer Schriftsteller, der als Lyriker, Journalist, Liedtexter, Essayist, Herausgeber und Romancier tätig ist.

## Leben
Lyonel Trouillot entstammt dem gehobenen haitianischen Mittelstand. Schon sein Vater war Literaturprofessor und Lyonel wuchs mit Literatur auf. Er begann ein Jurastudium und entschied sich anschließend, Schriftsteller zu werden.
Aufgrund der Repressionen der Regierung von Jean-Claude Duvalier verließ er in den 1980er Jahren Haiti und ging in die USA ins Exil. Später wurde er Sprecher der oppositionell-intellektuellen Bewegung Collectif Non, die sich gegen die diktatorischen Ambitionen von Jean-Bertrand Aristide stellte.
Er schrieb für diverse haitianische Zeitungen und war Mitbegründer von Zeitschriften wie Lakansyel und Tem et Langay. Auch war er Liedtexter für einige bekannte haitianische Sänger.
Trouillot bemüht sich um die Förderung junger Autoren. So fördert er die Literaturwerkstatt „Ateliers du jeudi soir“, wo junge Literaten Texte vortragen können und dort den Rat von erfahrenen Autoren erhalten. 2011 gründete er das Kulturzentrum „Anne-Marie Morisset“. Er ist Herausgeber der Literaturzeitschrift Demembre, die Beiträge junger Autoren veröffentlicht.
Die Literatur von Trouillot ist gesellschaftskritisch geprägt und hinterfragt beispielsweise die Rolle der Hilfsorganisationen beim Erdbeben von 2010 oder die Abgründe haitianischer Politik.
Trouillot lebt in Port-au-Prince und lehrt dort als Professor Kreolische und Französische Literatur. Er schreibt in französischer Sprache, nicht in haitianischem Créole (kreyòle). 2011 wurde sein Roman La belle amour humaine für den renommierten Prix Goncourt nominiert.

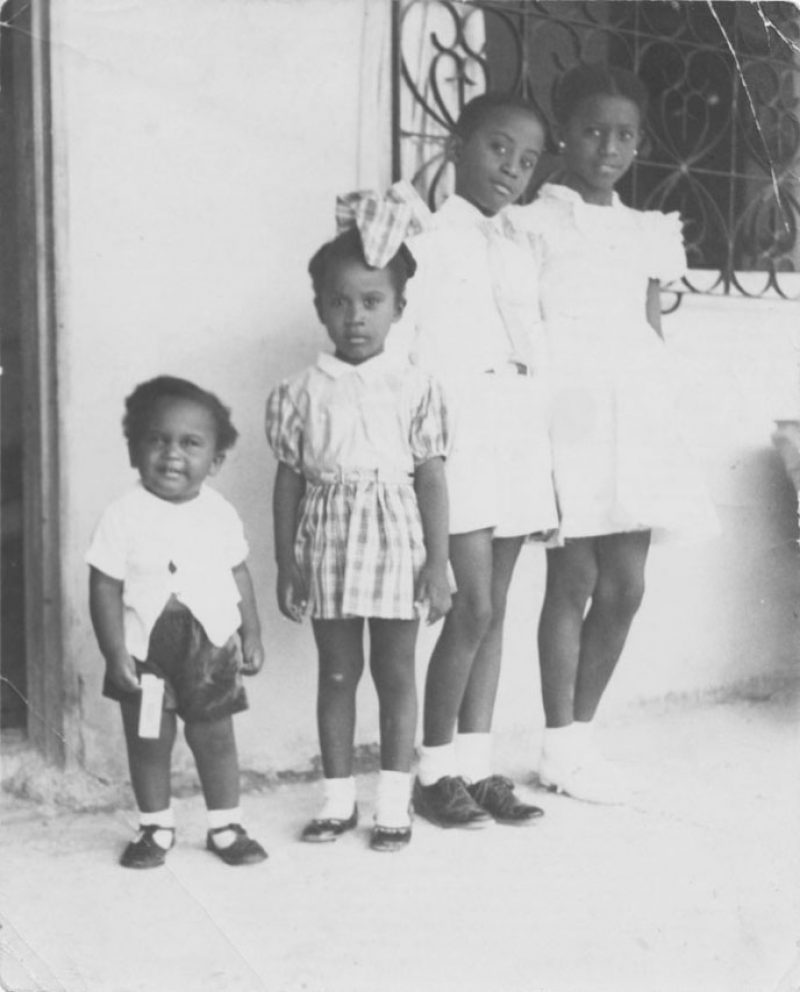
Von links nach rechts: Lyonel, Évelyne, Michel-Rolph und Jocelyne Trouillot vor ihrem Haus in Port-au-Prince in Haiti in den späten 1950er Jahren

## Familie
Seine Schwester Evelyne Trouillot ist eine in Haiti ebenfalls bekannte Dichterin und Romanautorin. Weitere Verwandte sind sein Onkel, der Historiker Henock Trouillot, sein Bruder, der Politikwissenschaftler Michel-Rolph Trouillot, sowie eine weitere Schwester, die Kinderbuchautorin Jocelyne Trouillot.

## Schriften

### In französischer Sprache (Auswahl)
- Rue des Pas-Perdus, 1998, Roman.
- Therese en mille morceaux, Roman, 2000.
- Les enfants des heroes, 2002, Roman.
- Bicentaire, 2004, Roman.
- L’amour avant que jeu oublie, 2007, Roman.
- Yanvalou pour Charlie, 2009, Roman.
- La belle amour humaine, 2011, Roman.

### In deutscher Übersetzung
- Jahrestag, Roman, dt. von Peter Trier. Litradukt-Verlag, Trier 2012, ISBN 978-3-940435-12-5.
- Die Straße der verlorenen Schritte, Roman, dt. von Barbara Heber-Schärer und Claudia Steinitz. Liebeskind-Verlag, München 2013, ISBN 978-3-95438-015-2.
- Die schöne Menschenliebe, Roman, dt. von Barbara Heber-Schärer und Claudia Steinitz. Liebeskind-Verlag, München 2014, ISBN 978-3-95438-032-9.
- Yanvalou für Charlie (Vermächtnis für Charlie), Roman, dt. von Barbara Heber-Schärer und Claudia Steinitz. Liebeskind-Verlag, München 2016, ISBN 978-3-95438-066-4.
- Thérèse in tausend Stücken, Roman, dt. von Peter Trier. Litradukt-Verlag, Trier 2017, ISBN 978-3-940435-22-4.
- Antoine des Gommiers, Roman, dt. von Peter Trier. Litradukt-Verlag, Trier 2022, ISBN 978-3-940435-42-2.

## Auszeichnungen (Auswahl)
- 2010: Chevalier des Arts et des Lettres
- Grand Prix du Roman métis 2011 für La Belle Amour humaine, Actes Sud.
- Prix Carbet des Institut du tout Monde, Martinique, 2013.